# Спыну, Евгения Исааковна
Евгения Исааковна Спыну (укр. Євгенія Ісаківна Спину, 1925 — 2011) — участник Великой Отечественной войны, доктор медицинских наук, профессор, академик Украинской экологической академии, главный научный сотрудник Института экогигиены и токсикологии им. Л. И. Медведя.

## Биография
Родилась в еврейской семье, спасаясь от Холокоста, с 1941 до 1943 находилась в эвакуации, по достижении совершеннолетия работала медицинской сестрой в эвакогоспиталях. После окончания Киевского медицинского института в 1948 работала в Киевском НИИ гигиены труда и профзаболеваний, где в 1953 защитила исследования по кандидатской, и в 1965 по докторской диссертациям. При основании Всесоюзного НИИ гигиены и токсикологии пестицидов, полимерных и пластических масс перешла работать в оной, где создала одну из токсиколого-гигиенических научных школ Украины, подготовила 3 доктора наук и 23 кандидата наук.

## Научная деятельность
В 1964 совместно с академиком Л. И. Медведем и коллегами разработала принцип комплексного гигиенического нормирования пестицидов. Является одним из авторов интегрального критерия опасности пестицидов для человека — допустимой суточной дозы (ДСД). В 1970 на базе установления количественных закономерностей поведения пестицидов в наземных и водных экологических системах, предложила и создала новое направление в регламентации химических средств защиты растений — обоснование допустимого содержания их в почве. Проведённый под её руководством цикл работ по выявлению закономерностей миграции ксенобиотиков в экологических целях позволил создать эколого-гигиеническую классификацию пестицидов. Возглавляемый ей коллектив выполнил цикл работ по математическому прогнозу опасности пестицидов, в результате этих исследований были разработаны дифференцированные регламенты для четырёх агроклиматических зон Украины. В последние годы занималась разработкой классификаций пестицидов, основанной на системном принципе и математических моделях прогноза ДСД.

## Публикации
- Спыну Е. И., Сова Р. Е. Гигиенический скрининг опасности пестицидов. В сборнике: проблемы охраны здоровья населения и защиты окружающей среды от химических вредных факторов. Тезисы докладов I Всесоюзного съезда токсикологов. Ростов-на-Дону, 1986, с. 84.
- Спыну Е. И., Сова Р. Е., Строй А. И., Федорищак Т. А. и др. Обоснование гигиенического норматива содержания гетерофоса в почве. Гигиена и санитария, 1986, № 3, с. 75-77.
- Спыну Е. И., Сова Р. Е. и др. Санитарно-гигиенические нормы предельно допустимых количеств (ПДК) и ориентировочно-допустимых количеств (ОЛК) пестицидов в почве. Сан П и Н 42-128-4275-87, Москва, 1987, 10 с.
- Спыну Е. И., Сова Р. Е. и др. Методические указания по представлении и порядку рассмотрения материалов по обоснованию гигиенических нормативов содержания пестицидов в почве. Москва, 1987, 7 с.
- Спыну Е. И., Сова Р. Е. Пути интенсификации в гигиене применения пестицидов. Гигиена и санитария, 1988. № 1, с. 69-71.
- Спыну Е. И., Сова Р. Е., Федорищак Д. А. Гигиеническое обоснование ПДК дурсбана в почве. Гигиена и санитария, 1988. № 9, с. 73-74.
- Спыну Е. И., Сова Р. Е., Осипенко В. В. Задача классификации пестицидов как элемент экспертной системы. Всесоюзная конференция «Проблемы разработки и внедрения экспертных систем». Тезисы докладов. Москва, июнь 1989, с. 100-101.
- Спыну Е. И., Сова Р. Е., Моложанова Е. Г. Эколого-гигиеническая классификация пестицидов. Гигиена и санитария, 1989, № 2.
- Спыну Е. И., Сова Р. Е., Моложанова Е. Т. Экологическая классификация пестицидов. Гигиена и санитария, 1989, № 2, с. 66-68.
- Спыну Е. И., Болотные А. В., Сова Р. Е., Баран В. Н. Пестицидосберегающие технологии — путь охраны здоровья работающих и населения. Гигиена труда и профессиональных заболеваний, 1990, № 6, с. 5-10.
- Спыну Е. И., Иванов Л. Н., Сова Р. Е. Прогноз риска новых пестицидов для человека. Гигиена и санитария, 1993, № 2, с. 75-76.